# Marske Pioneer II

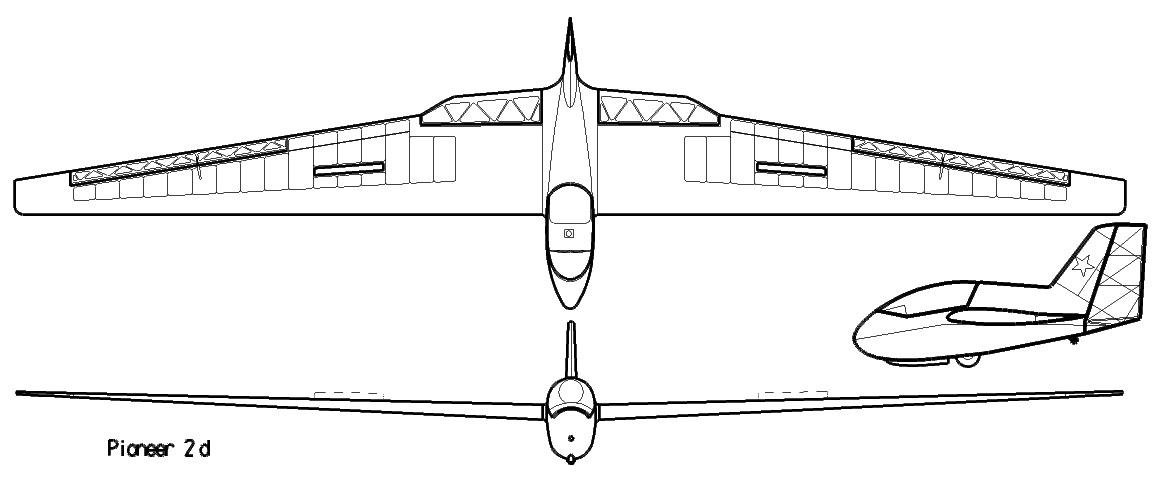
Marske Pioneer 2d Übersichtszeichnung

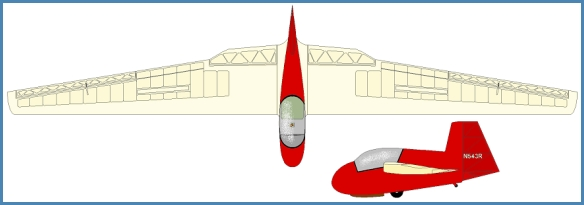
Marske Pioneer II

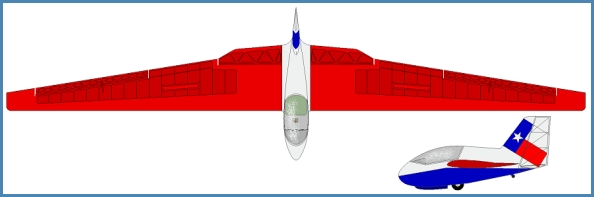
Marske Pioneer IId

Der Nurflügel Pioneer II ist ein Segelflugzeug das von Jim Marske entwickelt wurde.

## Baubeschreibung
Die einsitzige Konstruktion besteht aus einem Rumpf aus glasfaserverstärktem Kunststoff mit Seitenleitwerk sowie einem leicht vorwärts gepfeilten Trapezflügel in Holzbauweise mit S-Schlag-Profil und Stoffbespannung. Die Höhenruder befinden sich am Flügelmittelstück, die Querruder am Außenflügel. Zusätzlich zu den beiden Querrudern hat der Flügel noch beidseitig ausfahrende Bremsklappen. Profilierung: NACA 33012R auf NACA 33010R. Durch den außerordentlich dünnen Profilstrak hat der Pioneer recht gute Schnellflugleistungen und eine mit sichelförmigen Randbögen auf 15 m vergrößerte Version erreichte durchaus vergleichbare Leistungen wie das Kunststoff-Vergleichsflugzeug Grob G 102.
Geliefert wurde die Maschine als Bausatz mit GFK-Teilen. Der Rumpfausbau musste selbst durchgeführt werden, die Flächenanschlüsse und wichtigsten Einbauten waren bereits fertiggestellt. 2011 waren in den USA und Kanada noch 11 Pioneer II registriert. Weitere Bausätze wurden nach Australien geliefert.
Gegenüber anderen bekannten schwanzlosen Flugzeugen verfügt die Pioneer-Serie über ausgesprochen gute Flugeigenschaften und wird bis zum heutigen Tag (2017) mit den Baureihen Pioneer III und IV fortgeführt.

## Technische Daten Pioneer IId
| Kenngröße              | Daten                     |
| ---------------------- | ------------------------- |
| Besatzung              | 1                         |
| Länge                  | 3,81 m                    |
| Spannweite             | 14 m                      |
| Flügelfläche           | 14,23 m²                  |
| Leermasse              | 163 kg                    |
| max. Startmasse        | 295 kg                    |
| Minimalgeschwindigkeit | 62 km/h                   |
| Höchstgeschwindigkeit  | 209 km/h                  |
| Gleitzahl              | 35 bei 95 km/h            |
| Verwendung             | Übungsflüge, Streckenflug |